# ローバー・200
ローバー200（Rover 200）、後にローバー・25（Rover 25）は、オースチン・ローバー・グループ、後にローバー・グループとMGローバーが製造し、ローバー・ブランドで販売していたコンパクトカーである。

## 概要
ローバー・200は3世代に渡り生産された。初代にはホンダ・バラードを基にした4ドア・サルーン、2代目には3ドア・ハッチバックと5ドア・ハッチバック、同時に2ドア・クーペおよび少量生産の2ドア・カブリオレがあった。2代目の姉妹車であるホンダ・コンチェルトは、ローバーのロングブリッジ工場の同じ生産ライン上で生産されていた。最終世代はローバーが先代のプラットフォーム上に独自に開発し、3ドアと5ドア・ハッチバックが提供された。2000年にローバー自体が売却されるとフェイスリフトを施され、ローバー・25とMG ZRと改称されて販売された。2005年にMGローバーが財産管理（administration）下に置かれると生産は停止された。「ローバー」の名称以外のこの車の生産権と治具類は現在は中華人民共和国（中国）の自動車メーカー南京汽車が所有している。

## 初代 SD3（1984年 – 1989年）
トライアンフ・アクレイムの後継として、ブリティッシュ・レイランド（BL）と本田技研工業（ホンダ）の協業による第2弾として登場した。ボディタイプは4ドアセダンのみで、自社製のオースチン・マエストロおよびモンテゴよりも上級の市場に向けて企画された。1.3 Lモデルは213、1.6 Lモデルは216を名乗る。
基本設計は2代目ホンダ・バラードと共通であり、エンジンはホンダ・シビック派生のEV型  1.3 L 12バルブエンジンと、BL自社製のSシリーズ（S-Series）1.6 Lエンジンの2種類が用意された。トランスミッションはいずれもホンダ製で、5速マニュアルトランスミッション（MT）と3速オートマチックトランスミッション（AT）から選択できた。216のみ、ZF製の4速ATがオプションで設定された。
200とバラードはともにロングブリッジ工場で生産されたが、バラードのみ完成後に品質管理のため、ホンダの新しいスウィンドン工場（Swindon plant）へ移送されていた。
グレード（1989年7月時点）:
| エンジン & トランスミッション | S | SE | Vanden Plas | Vitesse |
| ----------------------------- | - | -- | ----------- | ------- |
| 213 – 1.3 L 5速MT             | ◯ | ×  | ×           | ×       |
| 213 – 1.3 L 3速AT             | △ | ◯  | ×           | ×       |
| 216 – 1.6 L 5速MT             | ◯ | ◯  | ◯           | ◯       |
| 216 – 1.6 L 4速AT             | × | ◯  | ◯           | △       |

× = 設定なし
◯ = 設定あり
△ = オプション

## 2代目 R8（1989年 – 1995年）
1989年にフルモデルチェンジ。ローバーグループが民営化されてから初めて発売されたモデルである。
2代目もホンダとの共同開発車であるが、バラードをベースとした初代とは異なり、マエストロを代替する5ドアハッチバックセダンとなった（ホンダはヨーロッパ向けの新型車コンチェルトを生産）。初代モデルの流れを汲むコンパクトサルーンは400シリーズが後継となる。
生産は200とコンチェルトの双方ともに、ローバーのロングブリッジ工場の同じライン上で生産された。
ボディタイプは3ドア/5ドアハッチバック、2ドアクーペ/カブリオレで、5ドアを除きコンチェルトには設定されていないローバー独自のものである。しかし、200/コンチェルトのベースとなったシビック（4代目EC型）には、3ドアハッチバック及びクーペ（CR-X）が存在しており、ホンダは同一クラス内で実質的に同じ車を2つの異なる車種として擁していたこちになる。
エンジンは、1.4Lモデルには新開発のKシリーズ（K-Series）1,396cc 16バルブDOHCエンジンを搭載。1.6Lモデルにはホンダ製のD16A型 1,590cc SOHC（D16A6）もしくはDOHC（D16A8）を搭載する。1991年以降、スポーティモデルには800シリーズから流用した2.0 LのMシリーズ（M-Series）エンジンが搭載された。後期型では最高出力200psを発生するより強力なTシリーズ（T-Series）エンジンもラインナップに加わり、GTi及びGSi-Turboグレードに搭載された。
また、グループPSAから供給を受けた副室式ディーゼルエンジンの設定もあり、自然吸気の1.9L XUD9型と、ターボ過給の1.8L XUD7T型の2種類が搭載された。これらのエンジンは、オースチン・マエストロやモンテゴで使用されていた非電子制御のボッシュ・HPVE直噴 MDi/パーキンス・プリマ（Perkins Prima）エンジンに代わる、全く新しいディーゼルエンジンとして採用に至ったものである。ボッシュ製ではなくルーカス製の燃料噴射装置を使用したためバイオディーゼル燃料との相性は良くなかったが、このエンジン自体はそれらバイオ燃料との相性が最も良い部類であるとされるエンジンであった。
トランスミッションは、1.4LモデルではグループPSAと共同開発したR65型ギアボックスが、1.6L及び2.0Lモデルではホンダの設計でライセンス生産されたPG1型ギアボックスが組み合わせられる。
イギリス国内では、平均して毎年11万台近くの200と400が販売された。214は『What Car?』誌の1990年度「カー・オブ・ザ・イヤー」を獲得している。
1992年のマイナーチェンジでフロントウインカーの形状が変更されたが、同時期にフェイスリフトされた姉妹車の400とは異なり、新デザインのグリルやボディ同色のバンパーは与えられなかった。200シリーズへこれらの装備が与えられたのは翌1993年のことである。

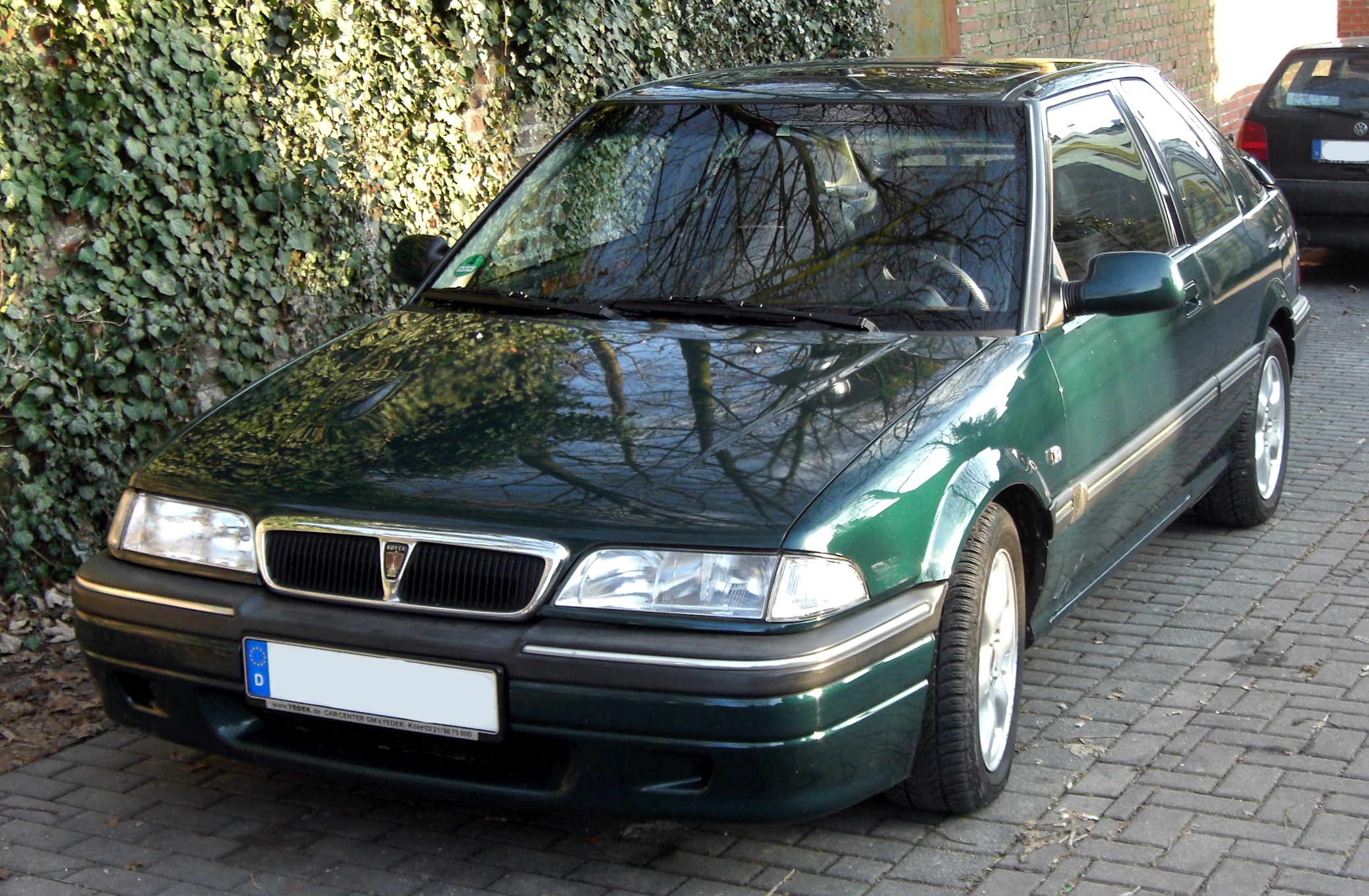
3ドア・ハッチバック
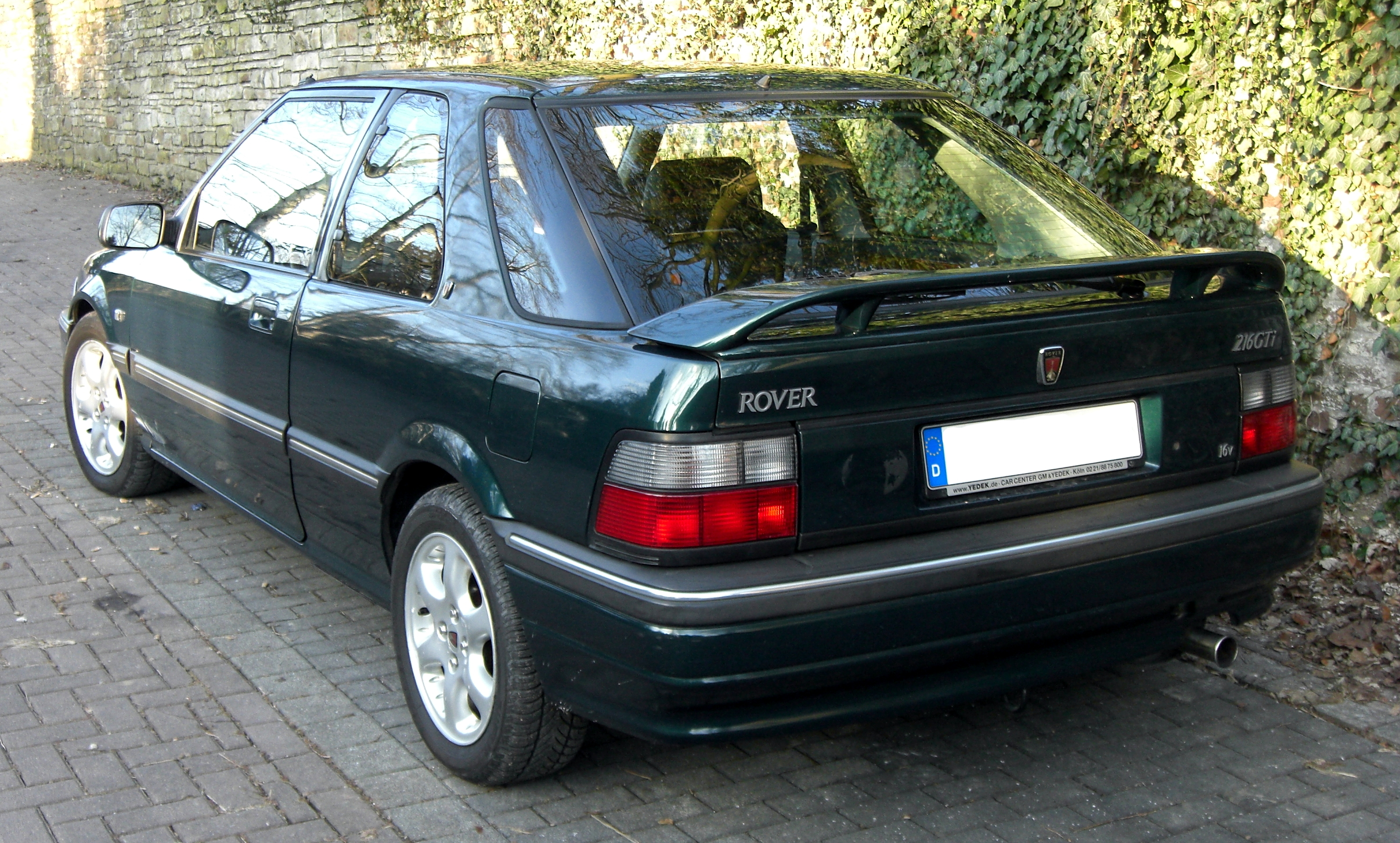
3ドア・ハッチバック
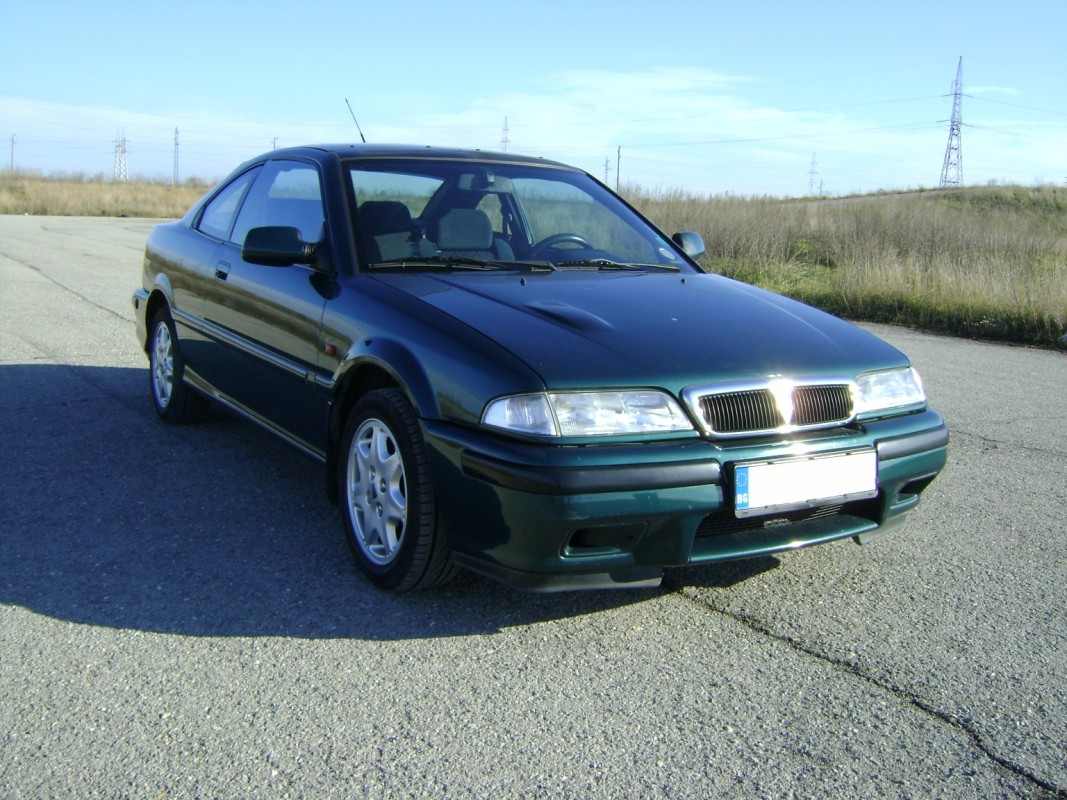
2ドア・クーペ
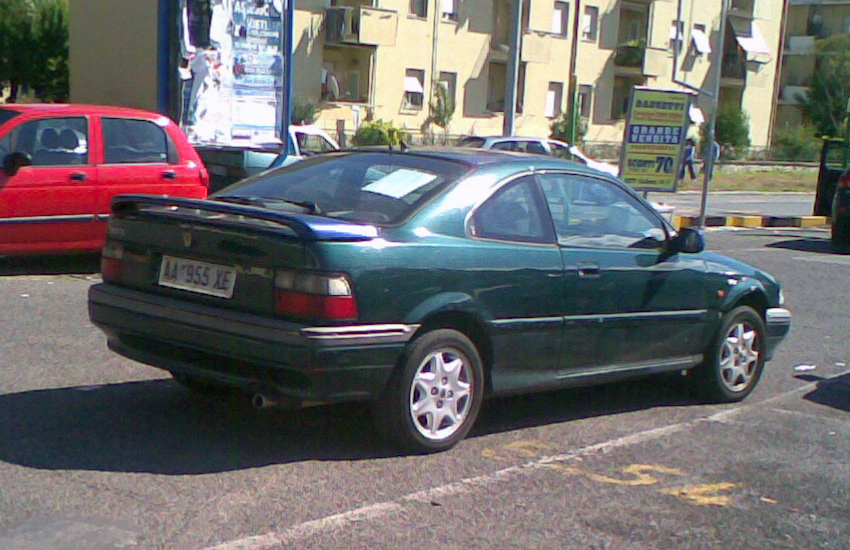
2ドア・クーペ
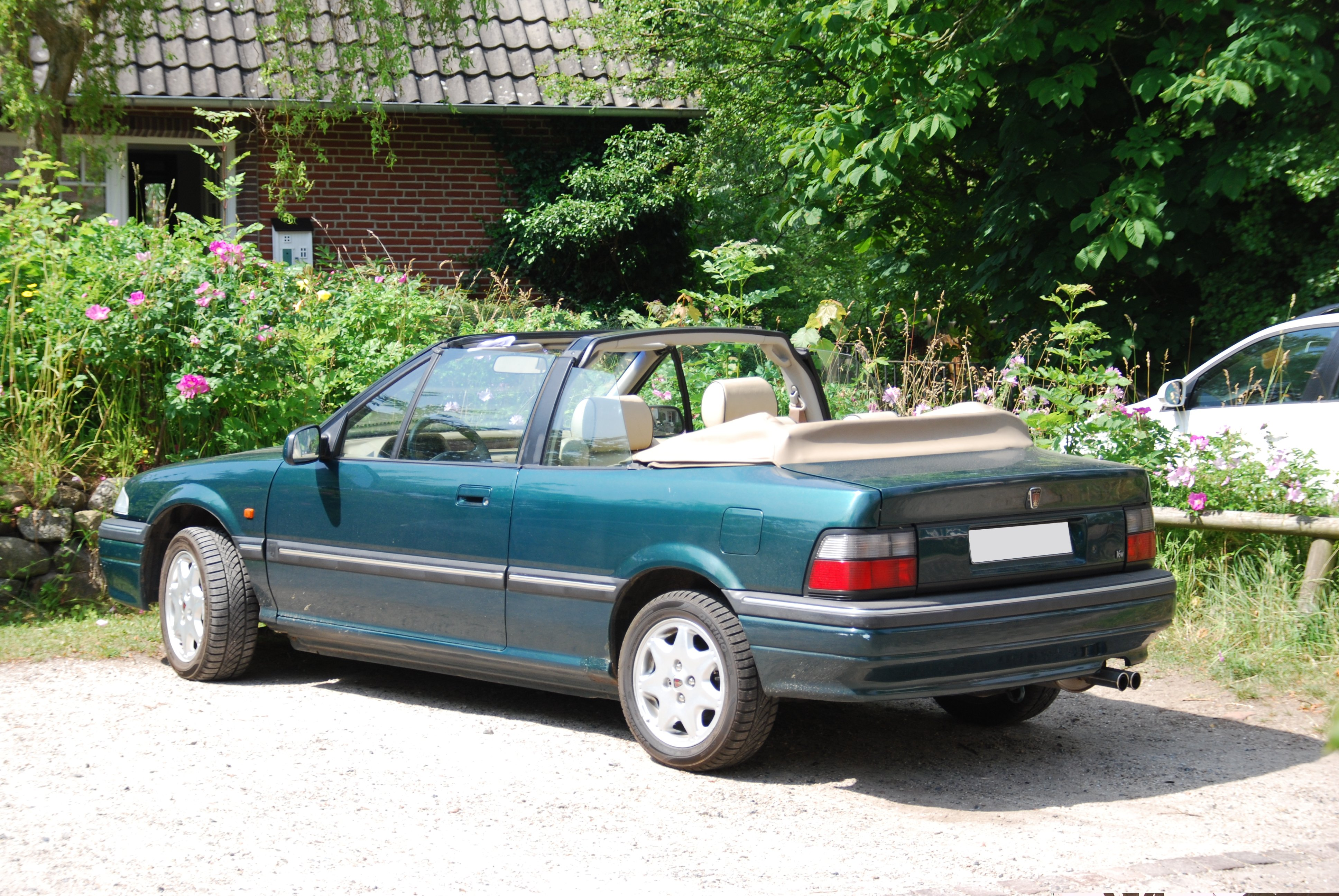
カブリオレ

## 3代目 (R3, 1995–1999)
コードネームR3 はホンダ車を基としていた先代R8よりも小型化された。これはこの時点ですでに発売以来15年を経ていたメトロを代替するためというローバーのやむに已まれぬ事情があった。先代の200/400シリーズから継承した部分（最も知られているのは前部構造部、ヒーター、ステアリング、前輪サスペンション）もあったが、大部分はローバー自身が開発した全くの新型車であった。ホンダはローバーでの6万台分の生産能力を明け渡してコンチェルトの生産をロングブリッジ工場から自社のスウィンドン工場へ移した結果、この車の開発初期のボディ設計に手を貸しただけとなった。この時点ではこの新型車は先代の後部床構造とサスペンションを切り詰めた設計で、コードネームもSK3であった。
荷室容量の不足とその他の要因によりローバーは車体後部を再設計してマエストロの後輪サスペンションを改良したものを使用することとし、名称もR3と変更された。この車が発売された前年にはローバーはBMWに買収されており、ホンダとの提携は終了していた。新しい200にはMG・MGFに搭載された1.8 L VVC版で知られるKシリーズ・ガソリンエンジンとLシリーズ（L-series）ディーゼルエンジンが使用された。1990年代半ばの時期においてLシリーズ・エンジンは全般的な性能でフォルクスワーゲンのTDIエンジンに次ぐと見なされるほど非常に競争力のある製品であった。R8のXUD型エンジンよりも性能は向上しており、洗練度ではほぼ同等である一方で特に燃料消費率が優れていた。
1.4i 16v (105 PS (77 kW; 104 bhp))、1.6i 16v (111 PS (82 kW; 109 bhp))のガソリンと2.0 ターボディーゼル（86 PS (63 kW; 85 bhp)とインタークーラー付の105 PS (77 kW; 104 bhp) 版といったエンジンを搭載して発売され、後には1.1i (60 PS (44 kW; 59 bhp))、1.4i 8v (75 PS (55 kW; 74 bhp))と1.8 16vの標準型 (120 PS (88 kW; 118 bhp))、可変バルブタイミング型 (145 PS (107 kW; 143 bhp))エンジンが追加された。R8 ローバー・200から引き継いだプジョー/ローバー製R65型マニュアル変速機が全モデルに提供され、1.6i 16v エンジン搭載モデルにはオプションのCVTが選択できた。
R3では内装は完全に一新され、ダッシュボードには新しい安全基準に適合するように助手席側エアバッグが内蔵された。
1.8 Lモデルはその性能に対してある一定の称賛が寄せられ、インタークーラー付ターボディーゼル車は1990年代終わりの時期の市場で最も加速の速いディーゼル搭載ハッチバック車の1台と言われた。
先代モデルとは異なりR3にはクーペ、カブリオレ、ツアラーといったモデルは用意されなかったが、ローバーはこれらの先代モデルに軽いフェイスリフトを施してR3の新しいダッシュボードを取り付けた。これは新旧世代で車室前方隔壁を共用していたために可能であった。イギリス国内ではこれらのモデルは200/400という呼称は使用されず、単にローバー・クーペ、カブリオレ、ツアラーと呼ばれた。
ローバー・200はスーパーミニとして市場に投入されていれば同時期のフォード・フィエスタやボクスホール・コルサといった大きさや排気量の面で近い車と比較されたであろうが、ローバーはこの車にフォード・エスコートやボクスホール・アストラに匹敵する値付けをした。この時期にローバーが持っていたスーパーミニ・クラスの持ち駒は旧態化したメトロのみであり、社内のモデルライン中のこのギャップは埋める必要があった。
第3世代の200は当初人気があり、イギリス国内では1996年から1998年まで新車販売数第7位の地位を占めていた。しかし3年も経ると完全に上位10位から脱落し、フォルクスワーゲン・ポロやプジョー・206といった不人気車の常連よりも販売は低迷するようになった。

### ローバー・200 BRM
1997年のフランクフルト・モーターショーで発表されたローバー・200 BRMは報道陣や観客からの好評を受けて1年間の開発期間を経た1998年10月にブリティッシュ・モーターショーでローバー・200 BRM LEとして公式に発表された。このモデルはシリーズ頂点のViを基にしていたが、1960年代のBRM風のデザイン上特徴を有していた。搭載エンジンは通常の出力145 PS (107 kW)の1.8 L VVC Kシリーズであった。
内装では赤いキルト風皮革の座席とドア内装パネル、赤色のカーマット、シートベルト、ハンドルを備えていた。軽金属製の空調レバーとアルミニウム製の加飾がこれを映えさせていた。外装ではブルックランズ・グリーン（Brooklands Green）の塗装、各所に配された銀色の加飾、大径16"のアルミホイール、前バンパーのオレンジ色に枠どられた開口部上の目の細かい網目の特製グリルは1960年代のF1における全てのBRM車の鼻先を飾るトレードマークであった。
技術的な変更はViよりも最低地上高が20 mm (0.8 in)低められてダンピングと操縦性が向上し、ローバー・220 ターボから更に進化したトルセン（TorSen）・デフ付クロスレシオトランスミッションを備え、トルクステアは低減され直進安定性が向上していた。
オプションのカーエアコン、助手席エアバッグ、CDプレーヤーを除いた価格は£1万8,000であった。イギリス国内向けに僅か795台のみが、海外市場向けに別に350台が生産された。この法外な価格は当初£1万6,000へ下落し、ローバー・25が発売された時点でショールームに売れ残っていた分を一掃するために£1万4,000へ引き下げられた。

## ローバー・25 (1999–2005)Jewel
ローバー・25（社内コードネームJewel ）と改称されたフェイスリフト版は1999年秋に2000年モデルとして発売された。このモデルは大型の75と似た顔周りを与えられた。シャーシはスポーティな操縦性を持つように改良され（サスペンションとステアリングは200viの設定から）、顔周りは旗艦モデルである75で初めて導入されたローバー車共通の特徴を持つようにデザインし直された。数多くの安全面での改良や内装の変更が行われたが、25は200シリーズの焼き直しモデルとしか受け取られなかった。1.4 L、1.6 L、1.8 Lのガソリンエンジンと2.0 Lのディーゼルエンジンは全て前モデルから引き継いだもの。CVTトランスミッションもR3 200からの継続使用部品であり、「ステップトロニック」（'Steptronic'　後にBMWに吸収合併以後は「ステップスピード」：'Stepspeed'と改称）セミオートマチックトランスミッションは2000年遅くから提供された。R65型MTも継続使用部品であったが、後の2003年半ばにフォード製の'IB5'型に取って代わられた。
ローバー・25には、前モデルのローバー・211i（バッジでは単に「Rover 200」）の1.1 L シングルカム 8バルブのKシリーズエンジンに代わり2000年秋から1.1 L 16バルブのKシリーズが導入された。この発展型エンジンは出力が60 PS (44 kW; 59 bhp) から 75 PS (55 kW; 74 bhp)へ向上していた。
ローバー・25が発売された1年も経ない内にBMWはローバー・グループを£10という象徴的価格でフェニックス・コンソーシアム（Phoenix consortium）へ売却した。2001年夏に新生「MGローバー・グループ」はローバー・25のスポーティ版MG・ZR（MG ZR）を導入した。このモデルはスポーティなサスペンションと共に「ホットハッチ」の外観を持つように内装と外装のデザインに変更が加えられた。このシリーズで最も大きなエンジンは1.8 VVC  160 PS (118 kW; 158 bhp)であり、最高速度は210 km/h (130 mph)に達した。この車は幾度もイギリス車の中でベストセラーのホットハッチ車となった。
2003年にローバーは「ストリートワイズ」（Streetwise）と呼ばれる最低地上高を上げ、大型のバンパーを与えたモデルを生み出した。この車はローバーにより「アーバン・オンローダー」（urban on-roader）という位置づけで販売され、25のライトバン版である「ローバー・コマース」（Rover Commerce）も導入された。
2004年になりローバー・25/MG・ZRが特に内装デザイン面で古めかしくなってくるとMGローバーはこの車に新鮮味を与えるために外装デザインにも手を加えた。重点的な変更は内装の変更であったが、全く新しい顔周りへの変更も含まれていた。これらの2モデルは、会社自体が財産管理下に置かれた2005年4月に生産が一時中断された。2005年3月には25は「このコンパクトハッチ車は5年落ちの個体でも購入を勧めることのできる機能性と価値を持つと判断されるものである。」として権威ある「オートエクスプレス・ユーズドカー賞」（Auto Express Used Car Honours）を受賞した。
2005年初めに中国の上海汽車がMGローバー・グループの新しい所有者であり車の生産治具を所有する南京汽車を通じてローバー・25の設計に関する仕様を購入した。2008年にMG 3SWと改名されたストリートワイズが中国で発売された。

## パワートレーン
ローバー・200 (1995–1999)とローバー・25 (2000–2005)に搭載されたエンジン。各々のエンジンは定期的に改良を施され経済性と環境性能が改善された。
| 年                 | モデル & 変速機          | エンジン         | 出力                    | トルク              | 最高速度           | 0–62 mph 0-100 km/h | 燃費                                      | 環境 (CO2) |
| ガソリンエンジン   | ガソリンエンジン         | ガソリンエンジン | ガソリンエンジン        | ガソリンエンジン    | ガソリンエンジン   | ガソリンエンジン    | 燃費                                      | 環境 (CO2) |
| ------------------ | ------------------------ | ---------------- | ----------------------- | ------------------- | ------------------ | ------------------- | ----------------------------------------- | ---------- |
| 1998–2001          | 1.1 8v マニュアル        | 1.1 L, 直4       | 60 PS (44 kW; 59 hp)    | 90 N•m (66 lb•ft)   | 155 km/h (96 mph)  | 14.5 secs           | 42.0 mpg-imp (6.73 L/100 km; 35.0 mpg-US) | 165 g/km   |
| 2001–2005          | 1.1 16v マニュアル       | 1.1 L, 直4       | 75 PS (55 kW; 74 hp)    | 95 N•m (70 lb•ft)   | 161 km/h (100 mph) | 13.5 secs           | 41.3 mpg-imp (6.84 L/100 km; 34.4 mpg-US) | 160 g/km   |
| 1995–1999          | 1.4 8v マニュアル        | 1.4 L, 直4       | 74 PS (54 kW; 73 hp)    | 117 N•m (86 lb•ft)  | 166 km/h (103 mph) | 12.5 secs           | 41.0 mpg-imp (6.89 L/100 km; 34.1 mpg-US) | 170 g/km   |
| 1999–2005          | 1.4 16v 84 マニュアル    | 1.4 L, 直4       | 84 PS (62 kW; 83 hp)    | 110 N•m (81 lb•ft)  | 169 km/h (105 mph) | 11.8 secs           | 41.3 mpg-imp (6.84 L/100 km; 34.4 mpg-US) | 164 g/km   |
| 1997–1999          | 1.4 16v 103 マニュアル   | 1.4 L, 直4       | 103 PS (76 kW; 102 hp)  | 127 N•m (94 lb•ft)  | 185 km/h (115 mph) | 10.0 secs           | 39.0 mpg-imp (7.24 L/100 km; 32.5 mpg-US) | 173 g/km   |
| 1999–2005          | 1.4 16v 103 マニュアル   | 1.4 L, 直4       | 103 PS (76 kW; 102 hp)  | 123 N•m (91 lb•ft)  | 180 km/h (112 mph) | 10.2 secs           | 41.3 mpg-imp (6.84 L/100 km; 34.4 mpg-US) | 164 g/km   |
| 1995–1999          | 1.6 16v マニュアル       | 1.6 L, 直4       | 111 PS (82 kW; 109 hp)  | 145 N•m (107 lb•ft) | 190 km/h (118 mph) | 9.3 secs            | 39.0 mpg-imp (7.24 L/100 km; 32.5 mpg-US) | 176 g/km   |
| 1999–2005          | 1.6 16v マニュアル       | 1.6 L, 直4       | 110 PS (81 kW; 108 hp)  | 138 N•m (102 lb•ft) | 185 km/h (115 mph) | 9.5 secs            | 41.3 mpg-imp (6.84 L/100 km; 34.4 mpg-US) | 164 g/km   |
| 2001–2005          | 1.6 16v ステップスピード | 1.6 L, 直4       | 110 PS (81 kW; 108 hp)  | 138 N•m (102 lb•ft) | 177 km/h (110 mph) | 10.3 secs           | 36.6 mpg-imp (7.72 L/100 km; 30.5 mpg-US) | 184 g/km   |
| 1997–1999          | 1.8 16v マニュアル       | 1.8 L, 直4       | 120 PS (88 kW; 118 hp)  | 165 N•m (122 lb•ft) | 195 km/h (121 mph) | 8.6 secs            | 38.3 mpg-imp (7.38 L/100 km; 31.9 mpg-US) | 179 g/km   |
| 1999–2002          | 1.8 16v ステップスピード | 1.8 L, 直4       | 117 PS (86 kW; 115 hp)  | 160 N•m (118 lb•ft) | 185 km/h (115 mph) | 9.5 secs            | 34.7 mpg-imp (8.14 L/100 km; 28.9 mpg-US) | 194 g/km   |
| 1997–2002          | 1.8 16v VVC マニュアル   | 1.8 L, 直4       | 145 PS (107 kW; 143 hp) | 174 N•m (128 lb•ft) | 204 km/h (127 mph) | 7.5 secs            | 37.8 mpg-imp (7.47 L/100 km; 31.5 mpg-US) | 178 g/km   |
| ディーゼルエンジン |                          |                  |                         |                     |                    |                     |                                           |            |
| 1995–1999          | 2.0 TD 86 マニュアル     | 2.0 L, 直4       | 86 PS (63 kW; 85 hp)    | 170 N•m (125 lb•ft) | 169 km/h (105 mph) | 12.0 secs           | 49.5 mpg-imp (5.71 L/100 km; 41.2 mpg-US) | 166 g/km   |
| 1995–1999          | 2.0 TD 105 マニュアル    | 2.0 L, 直4       | 105 PS (77 kW; 104 hp)  | 210 N•m (155 lb•ft) | 185 km/h (115 mph) | 9.7 secs            | 50.1 mpg-imp (5.64 L/100 km; 41.7 mpg-US) | 166 g/km   |
| 1999–2005          | 2.0 TD 101 マニュアル    | 2.0 L, 直4       | 101 PS (74 kW; 100 hp)  | 240 N•m (177 lb•ft) | 182 km/h (113 mph) | 9.9 secs            | 55.4 mpg-imp (5.10 L/100 km; 46.1 mpg-US) | 150 g/km   |
| 2002–2004          | 2.0 TD 113 マニュアル    | 2.0 L, 直4       | 113 PS (83 kW; 111 hp)  | 240 N•m (177 lb•ft) | 185 km/h (115 mph) | 9.1 secs            | 51.5 mpg-imp (5.49 L/100 km; 42.9 mpg-US) | 150 g/km   |